# برودروموس (كارديتسا)
برودروموس (Πρόδρομος) هي مدينة في كارديتسا في مقاطعة فوريا إلادا في اليونان.